# 브라이언 키스

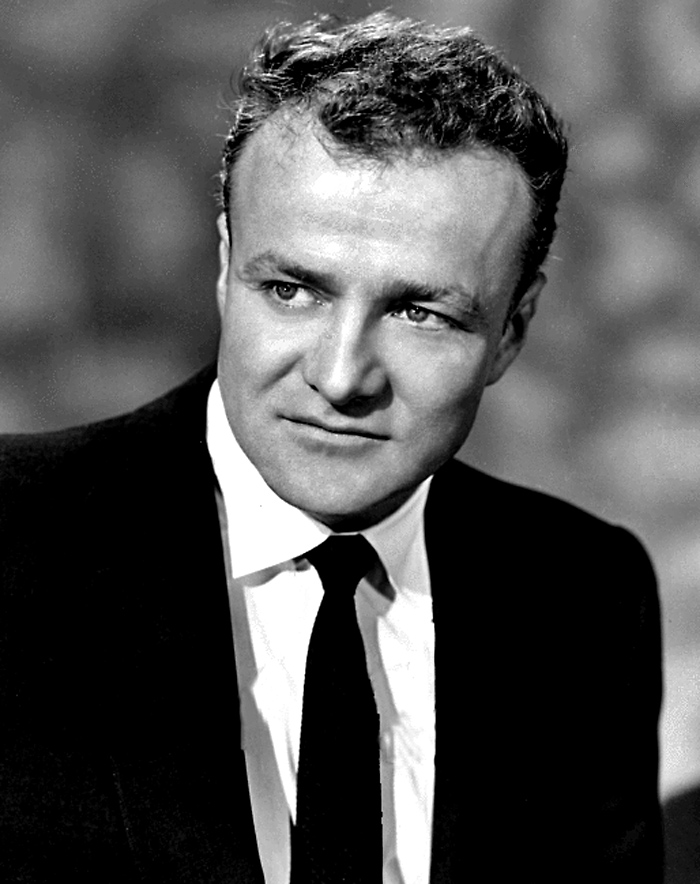

브라이언 키스(Brian Keith, 1921년 11월 14일 ~ 1997년 6월 24일)는 미국의 배우이다.
베이온에서 태어났으며 말리부에서 사망하였다. 사인은 총상이다.

## 방송
- 탐정수첩
- 털보 가족

## 영화
- 팔로우 유어 하트 (1998년)
- 세컨드 시빌 워 (1997년)
- 러프 라이더스 (1997년)
- 어둠 속의 천사 (1996년)
- 픽처 윈도우즈: 라이팅 (1995년)
- 윈드 댄서 (1993년)
- 도박사 4 (1991년)
- 귀여운 여인 (1989년)
- 웰컴 홈 (1989년)
- 에프터 더 레인 (1988년)
- 영 건 (1988년) - 벅숏 로버츠 역
- 애니의 여로 (1987년)
- 알라모 (1987년)
- 게릴라 (1987년)
- 탐정수첩 (1983년)
- 월드 워 III (1982년)
- 크라이 포 더 스트레인저스 (1982년)
- 샤키 머신 (1981년)
- 마운틴 맨 (1980년)
- 지구의 대참사 (1979년)
- 007 문레이커 (1979년)
- 불타는 서부 - 78년 시리즈 (1978년)
- 후퍼 (1978년)
- 서부의 형제 (1976년)
- 서푼짜리 극장 (1976년) - H.H. 콥 역
- 고독한 마라토너 (1976년)
- 암흑가의 결투 (1975년)
- 바람과 라이온 (1975년)
- 황금의 꿈 (1971년)
- 원한의 총탄 (1971년)
- 시카고 시카고 (1969년)
- 위드 식스 유 겟 애그롤 (1968년)
- 황금 눈에 비친 모습 (1967년)
- 털보 가족 (1966년)
- 네바다 스미스 (1966년)
- 러시안스 (1966년)
- 도즈 캘로웨이스 (1965년)
- 위스키 전쟁 (1965년)
- 아가씨들 멋대로 (1964년) - 폴 바튼 역
- 세비지 샘 (1963년)
- 데들리 컴퍼니온 (1961년)
- 페어런트 트랩 (1961년)
- 영 필라델피안스 (1959년)
- 포트 돕스 (1958년)
- 선셋 77번가 (1958년)
- 디노 (1957년)
- 화살의 질주 (1957년)
- 나이트폴 (1956년)
- 더 바이올런트 맨 (1955년)
- 최후의 증인 (1955년)
- 디즈니랜드 (1954년) - 모즈 카슨 역
- 14시간 (1951년)
- 서스펜스 (1949년)
- 제니의 초상 (1948년)
- 부메랑 (1947년)